# Srđan Hrstić
Srđan Hrstić (en serbe : Срђан Хрстић), né le 18 juillet 2003 à Sombor en Serbie, est un footballeur serbe qui évolue au poste d'avant-centre au BK Häcken.

## Biographie

### En club
Né à Sombor en Serbie, Srđan Hrstić est notamment formé par le FK Spartak Subotica. C'est avec ce club qu'il fait ses débuts professionnels, jouant son premier match le 19 juin 2020, lors d'une rencontre de championnat face au FK Napredak Kruševac. Il entre en jeu et son équipe s'incline ce jour-là (0-2 score final).
C'est également contre le FK Napredak Kruševac qu'il inscrit ses deux premiers buts en professionnel, à l'occasion d'un match de championnat, le 22 août 2021. Titulaire, il participe avec son doublé à la victoire des siens (3-2 score final).
Le 4 août 2023, Srđan Hrstić rejoint la Suède afin de s'engager en faveur du champion en titre, le BK Häcken. Il signe un contrat courant jusqu'en décembre 2027 et vient notamment renforcer l'attaque après le départ de Bénie Traoré pour Sheffield United,. Le jeune attaquant de 20 ans est présenté à son arrivée comme un joueur semblable à Alexander Jeremejeff, ancien du BK Häcken, dans son style de jeu. Ses déplacements et ses courses sont aussi comparés à ceux de la légende suédoise Zlatan Ibrahimović.

### En sélection
Srđan Hrstić représente l'équipe de Serbie des moins de 19 ans. Il joue un total de huit matchs et marque un but avec cette sélection.
Srđan Hrstić joue son premier match avec l'équipe de Serbie espoirs le 24 mars 2023, lors d'un match amical contre l'Italie. Il entre en jeu à la place de Petar Ratkov et son équipe s'incline (0-2 score final).